# Cseng Hu
Cseng Hu (Zheng Hu) (鄭 虎; 1946. június 19. –) tajvani tornász, részt vett az 1968. évi nyári olimpiai játékokon.
| Versenyző           | Versenyszám      | Selejtező | Selejtező | Döntő    | Döntő    |
| Versenyző           | Versenyszám      | Pontszám  | Helyezés  | Pontszám | Helyezés |
| ------------------- | ---------------- | --------- | --------- | -------- | -------- |
| Cseng Hu (Cheng Fu) | Talaj            | 15,75     | 108.      | kiesett  | kiesett  |
| Cseng Hu (Cheng Fu) | Ugrás            | 16,60     | 110.      | kiesett  | kiesett  |
| Cseng Hu (Cheng Fu) | Korlát           | 16,60     | 106.      | kiesett  | kiesett  |
| Cseng Hu (Cheng Fu) | Nyújtó           | 12,10     | 113.      | kiesett  | kiesett  |
| Cseng Hu (Cheng Fu) | Gyűrű            | 13,75     | 112.      | kiesett  | kiesett  |
| Cseng Hu (Cheng Fu) | Lólengés         | 10,45     | 112.      | kiesett  | kiesett  |
| Cseng Hu (Cheng Fu) | Egyéni összetett |           |           | 82,25    | 112.     |